# ژانگ ژیتینگ
ژانگ ژیتینگ (انگلیسی: Zhang Zhiting؛ زادهٔ ۲۱ دسامبر ۱۹۹۵) بازیکن بسکتبال اهل چین است.
وی در مسابقات کشوری و بین‌المللی در مجموع برندهٔ ۱ مدال طلا، ۱ مدال نقره، ۱ مدال برنز شده‌است.